# Hot Club of Chicago
Der Hot Club of Chicago war ein Verein mit Sitz in Chicago, der sich in den 1930er- und 40er-Jahren als Veranstalter von Konzerten des Hot Jazz hervortat.
Der Hot Club of Chicago wurde in den 1930er-Jahren von John Steiner (1908–2000), Helen Oakley und Harry Lim gegründet und in späteren Jahren von Catherine Jacobson, John Schenk und George Hofer geleitet. Es war der erste Hot-Jazz-Club in den Vereinigten Staaten.
Der Hot Club of Chicago veranstaltete eine Reihe von Jazzkonzerten in an verschiedenen Veranstaltungsorten Chicagos, u. a. die Twin Terrace Concerts, mit Musikern wie Bunk Johnson, oder das Konzert des Benny-Goodman-Trios mit Gene Krupa und Teddy Wilson (1935) im Urban Room (Ecke Michigan Avenue und Congress Parkway). Um 1946 organisierte der Club monatliche Jazzkonzerte in der Moose Hall (1016 North Dearborn Street), u. a. mit landesweit bekannten Jazzmusikern wie Albert Ammons, Lil Armstrong and the Hot Club Rhythm Kings, Roy Eldridge, Doc Evans, Bud Freeman, Darnell Howard's New Orleans Stompers, Jimmy McPartland, Jack Teagarden's Big Eight, Jimmy Yancey sowie mit lokalen Musikern wie Floyd Bean und  George Zack.